# Сагрантино
Сагрантино (ит. Sagrantino) — сорт чёрного винограда, используемый для производства красных вин.

## География
Относится ли он к эколого-географической группе западноевропейских сортов винограда, до конца подлинно неизвестно. Выращивают в Италии, в области Умбрия, в основном вокруг коммуны Монтефалько.

## Основные характеристики
Сила роста лозы средняя. Лист средний, пятилопастный. У листьев опушение на нижней поверхности. Гроздь средняя или мелкая. Ягоды средней и мелкой величины, округлые, чёрная. Урожайность этого сорта винограда не высока. Относится к сортам позднего периода созревания.
Сагрантино имеет очень высокое содержание полифенолов — 4174 мг/кг, основная доля полифенолов приходится на танины.

## Применение
Сорт является основой для создания вин: сухих, столовых, десертных.